# Херман Громан
Херман Чарлс Громан (енгл. Herman Charles Groman; Одеболт, Ајова, 18. август 1882 — Вајтхал, Мичиген, 21. јул 1954) је бивши амерички атлетичар, са почетка 20. века.
Био је треће од шесторо деце и једини син лекар, др Августа Громана и његове супруге Gesine Бекман. Деда и баба Чарлс Громан и Каролина Клукон су били немачки досељеници. Херман Громан је био лекар као и његов отац и деда. Студирао је на Јејл универзитету, где је, дипломирао је 1907. године.
Као спортиста специјализовао је трчање на 400 метара. Био је члан чикашког атлетског клуба Валунга. Његов највећи успех је освајање бронзане медаље на Олимпијским играма 1904. у Сент Луису резултатом 50,0.